# Baie de Manille
Pour les articles homonymes, voir Manille (homonymie).
La baie de Manille est un port naturel qui abrite le port de Manille sur l'île de Luçon aux Philippines. L'entrée fait 19 km de largeur et la baie s'avance de 48 km dans les terres. Elle est fermée au nord par la péninsule montagneuse de Bataan, où se trouve le port de Mariveles, situé au nord juste après l'entrée de la baie et Sanglay Point qui hébergea une importante base navale américaine du Pacifique. Au sud, se trouve la province de Cavite.

## Histoire
La baie de Manille fut le lieu de la bataille de la baie de Manille en 1898 et le siège de l'île Corregidor lors de l'invasion japonaise de l'archipel en 1942.

## Localisation
Plusieurs îles se trouvent à l'entrée de la baie. La plus grande est Corregidor, à 3 km au large de Bataan. Avec l'île de Caballo, elle sépare l'entrée de la baie en un chenal nord et un chenal sud. Dans le chenal sud, se trouve l'île d'El Fraile et un peu au large l'île Carabao. El Fraile est un îlot rocheux (1,6 ha), sur lequel se trouvent les ruines du Fort Drum, construit par les États-Unis pour défendre la baie.